# Dorkwerd
Dorkwerd (Gronings: Dörkwerd) is een klein wierdendorp, gelegen direct ten noorden van de wijk Reitdiep in de stad Groningen in de gemeente Groningen in de Nederlandse provincie Groningen. Vroeger viel het onder de gemeente Hoogkerk die in 1969 bij Groningen werd gevoegd. Het is het kleinste dorp van de gemeente met 80 inwoners in 2018.
Dorkwerd werd in de middeleeuwen 'Dorquare' of 'Folqakerke' genoemd en de benaming 'Monomawalde' sloeg waarschijnlijk op het omringende land (walde = -wolde = moerassig bosgebied). Folqakerke slaat ofwel op de mansnaam 'Folkert' of op Folkerdinge, een van de oudste families in het stadspatriarchaat. De kerk en het gebied eromheen werden in 1507 door paus Julius II bevestigd als zijnde al 'ongeveer 292 jaar' (dus sinds ca. 1215) onderdeel van het klooster Selwerd.
Het dorpje ligt ingeklemd tussen het Van Starkenborghkanaal, het Reitdiep en de naar het diep genoemde woonwijk Reitdiep in Groningen. In feite bestaat Dorkwerd uit niet meer dan enkele huizen, een pastorie en een paar boerderijen. 
Centrum van het dorp is het kleine kerkje, bouwjaar 1648, dat op een wierde is gelegen. De laatste jaren wordt het landelijke karakter van het plaatsje steeds meer aangetast door de oprukkende bebouwing van de gemeente Groningen. In 2007 werd een ingrijpende restauratie van de kerk afgerond. De kerk was helemaal verzakt en is op palen gezet om verzakking in de toekomst te voorkomen. Uit archeologisch onderzoek dat voor de restauratie werd uitgevoerd, bleek dat de wierde weliswaar al in de middeleeuwen bewoond was, maar dat het niet zeker is, of er toen ook al een kerk heeft gestaan. Wel zijn er sporen van een middeleeuws kerkhof gevonden.
De school van Dorkwerd werd in 1832 gebouwd aan het Kerkpad en in 1868 herbouwd. Begin 20e eeuw werd de school na een decennialang conflict tussen de gemeenten Aduard (die de school wilde sluiten) en Hoogkerk verplaatst naar een locatie nabij de Melkfabriek De Ommelanden. Het pand bestaat nog en vormt nu het meest noordoostelijke gebouw van de wijk Vinkhuizen (Aquamarijnstraat 1).
Vlak bij het dorp ligt in het Reitdiep (dat het Van Starkenborghkanaal kruist) de Dorkwerdersluis met een naastgelegen gemaal. De sluis vormt (met de Oostersluis en de Westerhavensluis) de derde verbinding van de boezem van De Waterwolf (-0,93 mNAP) met die van het Eemskanaal (+0,62 mNAP).

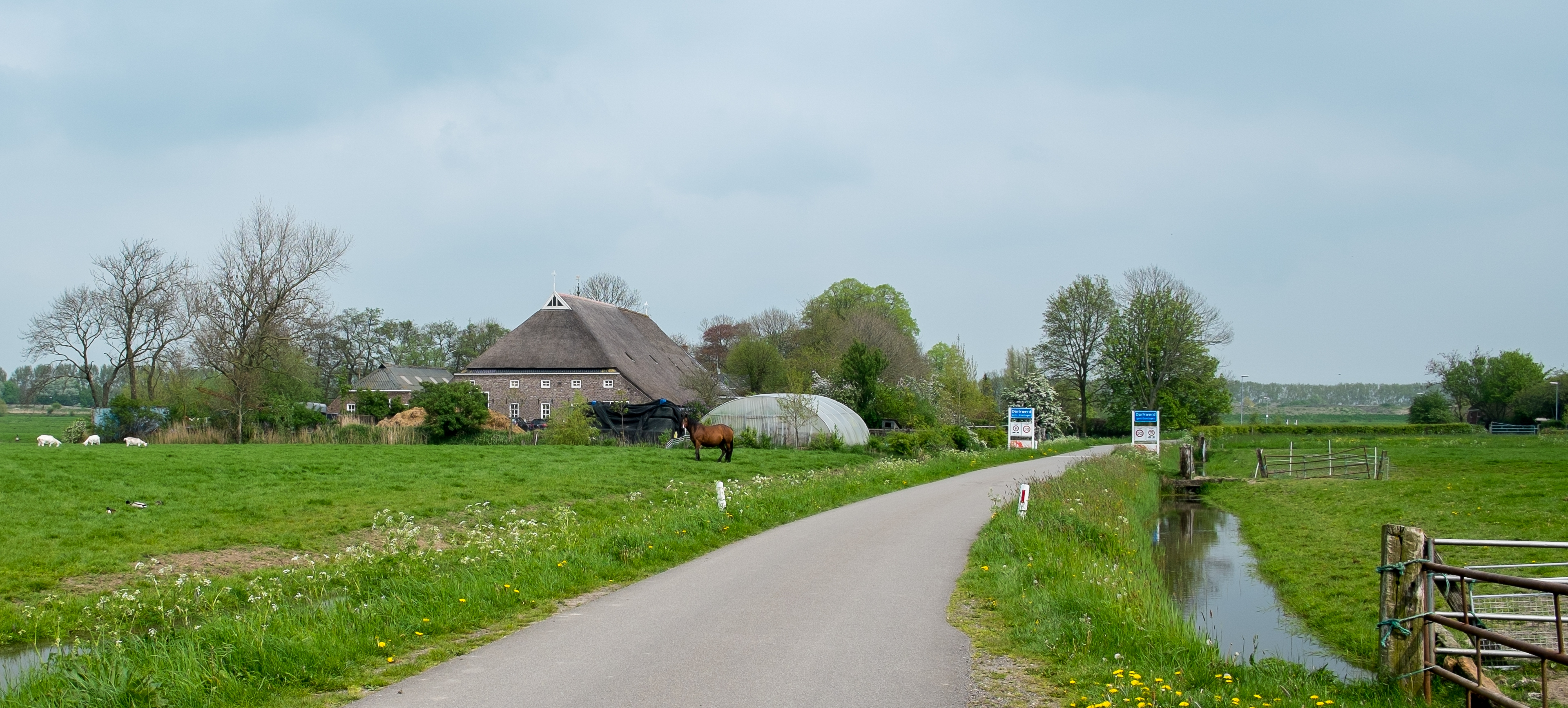
Toegang tot Dorkwerd vanaf de Zijlvesterweg
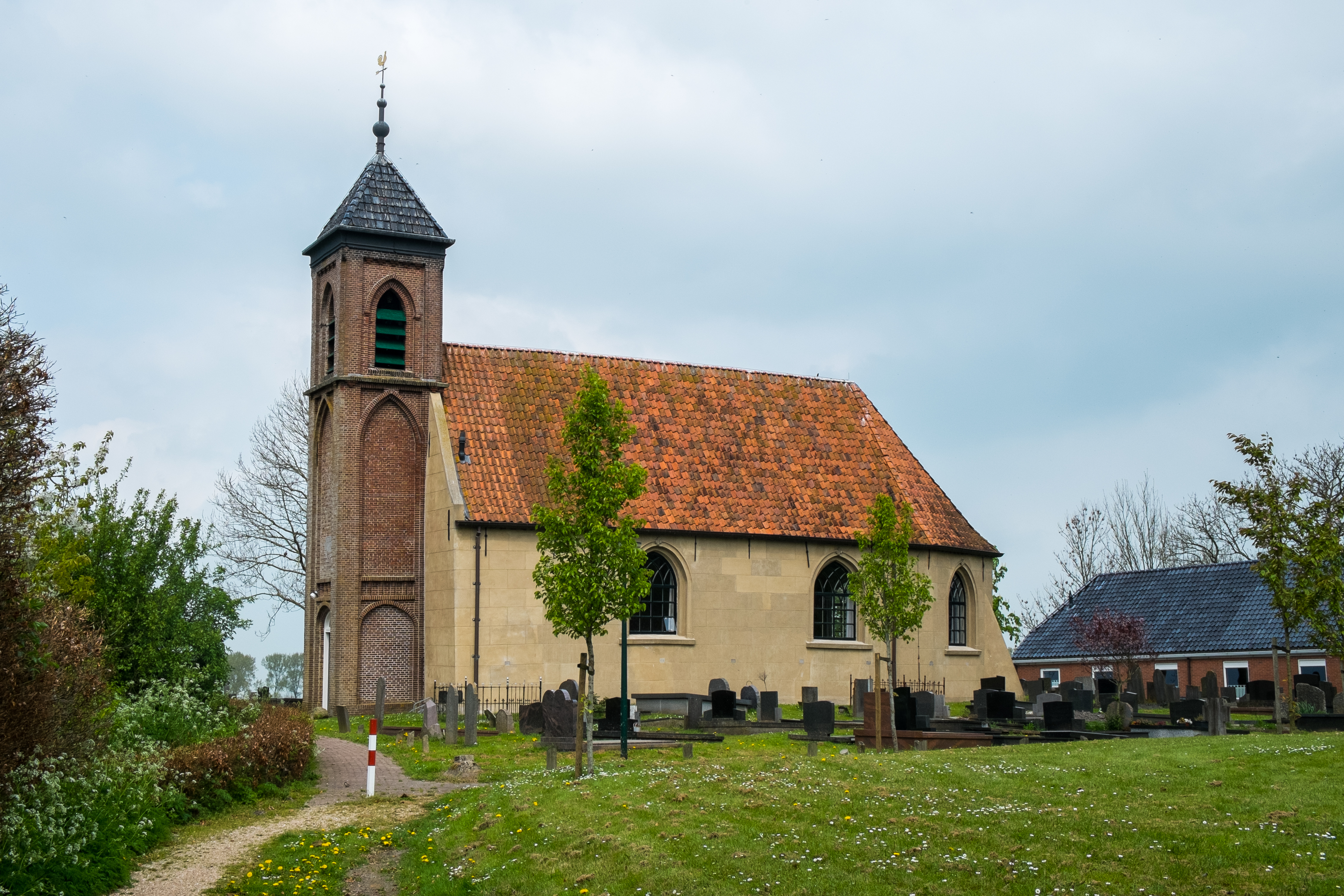
Kerk van Dorkwerd
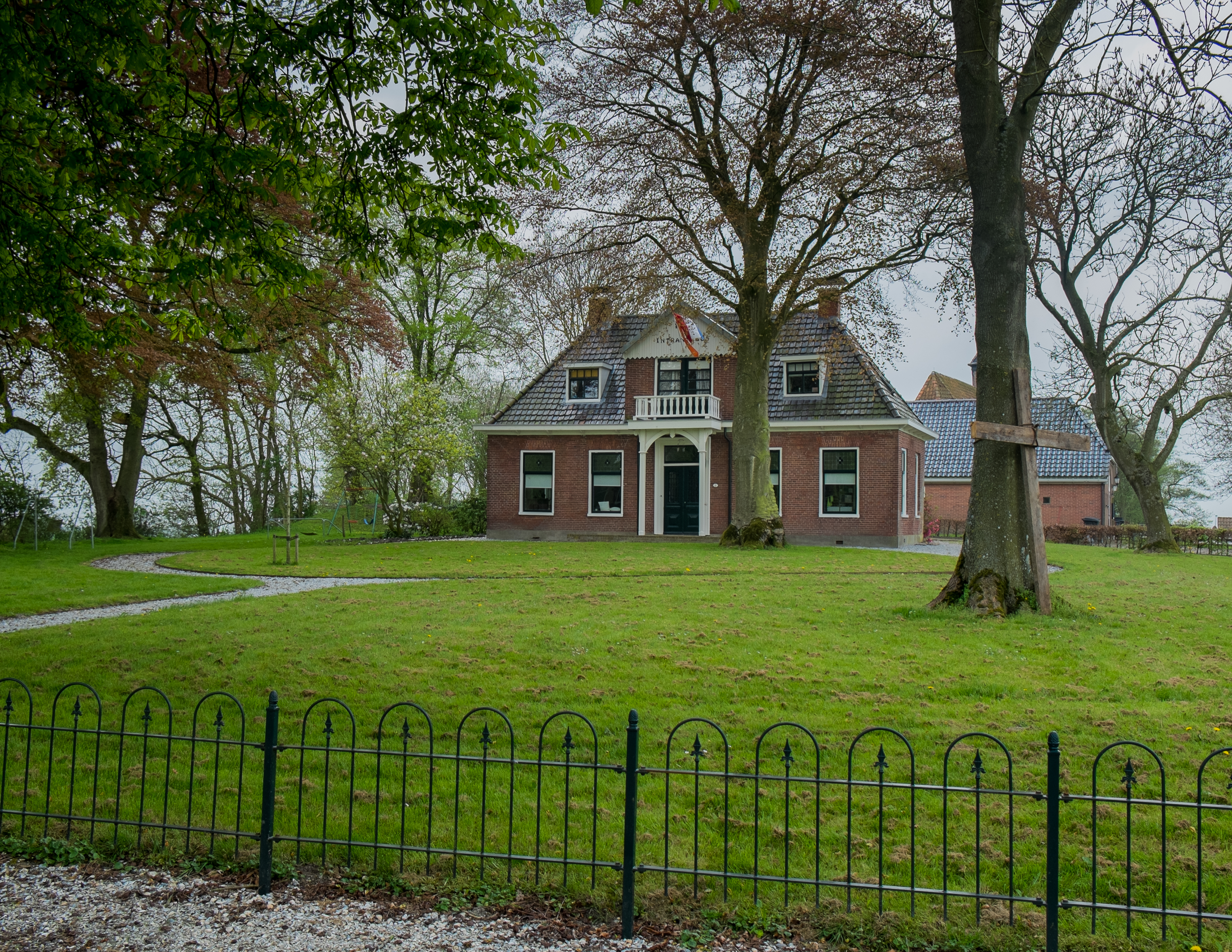
pastorie
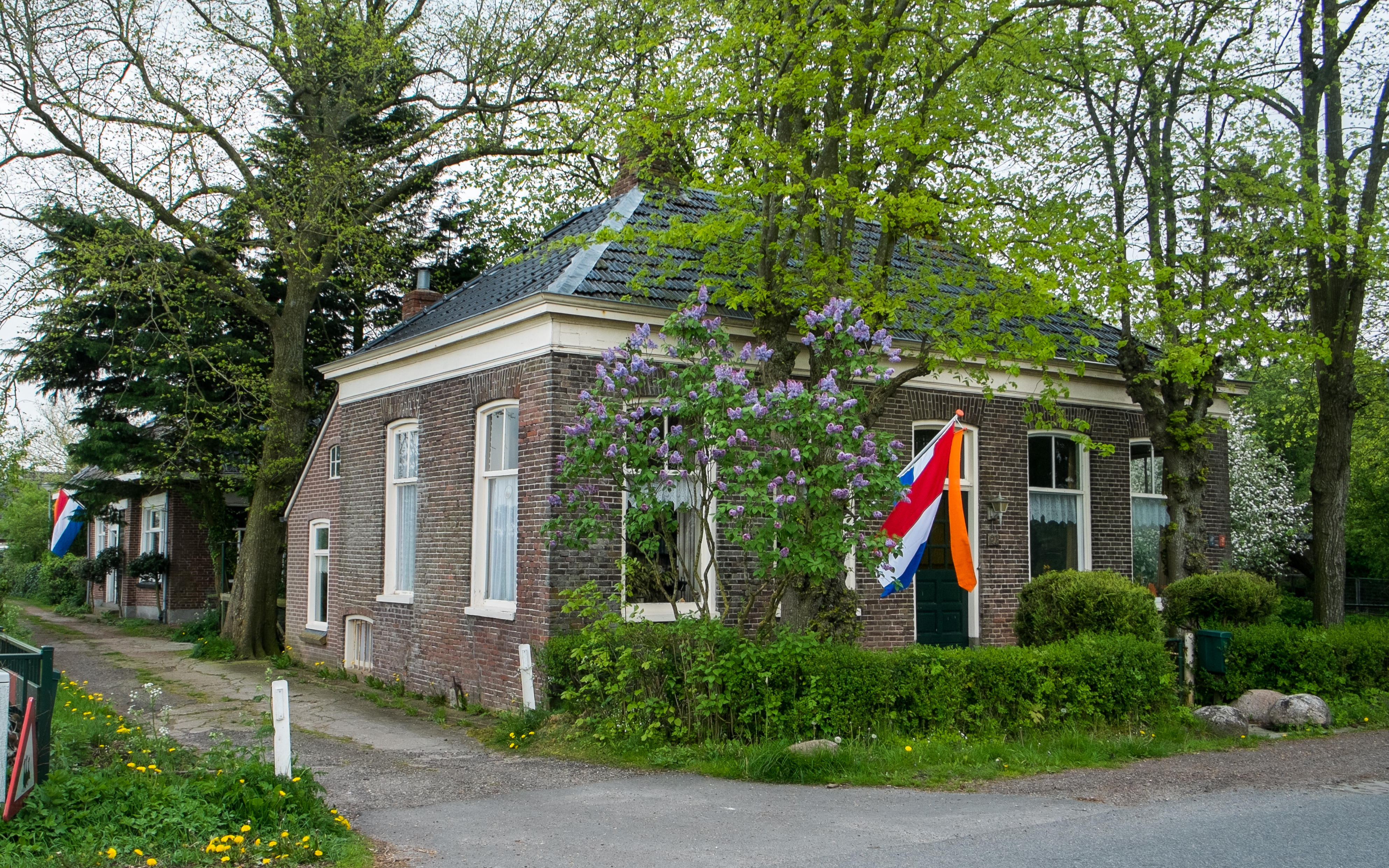
Voormalige schoolmeesterswoning
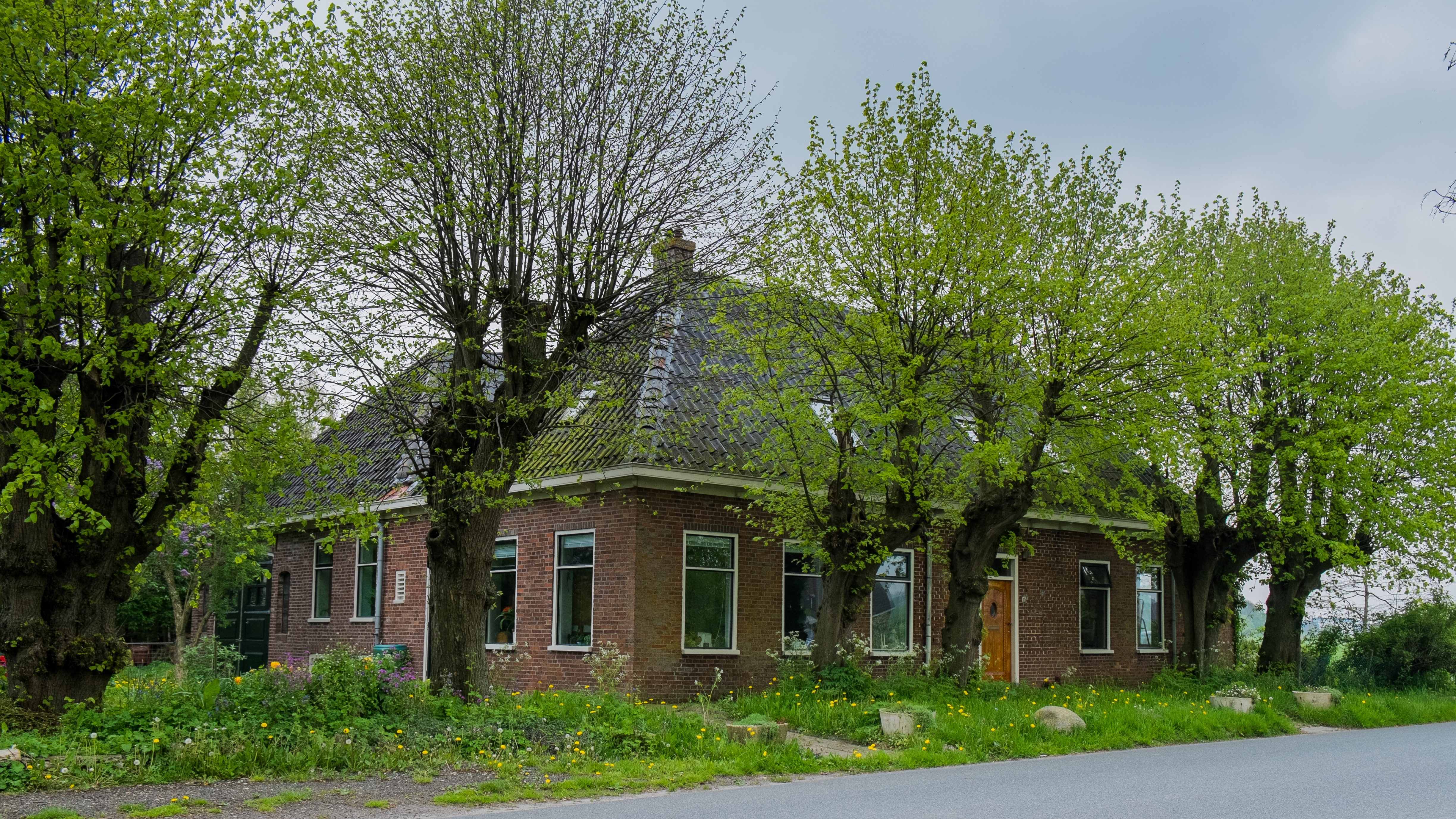
Voormalig café Onder de Linden. Mogelijk gebouwd in 1789. Bekend vanwege de zeer grote doorrid, waar vroeger 18 paarden konden staan.
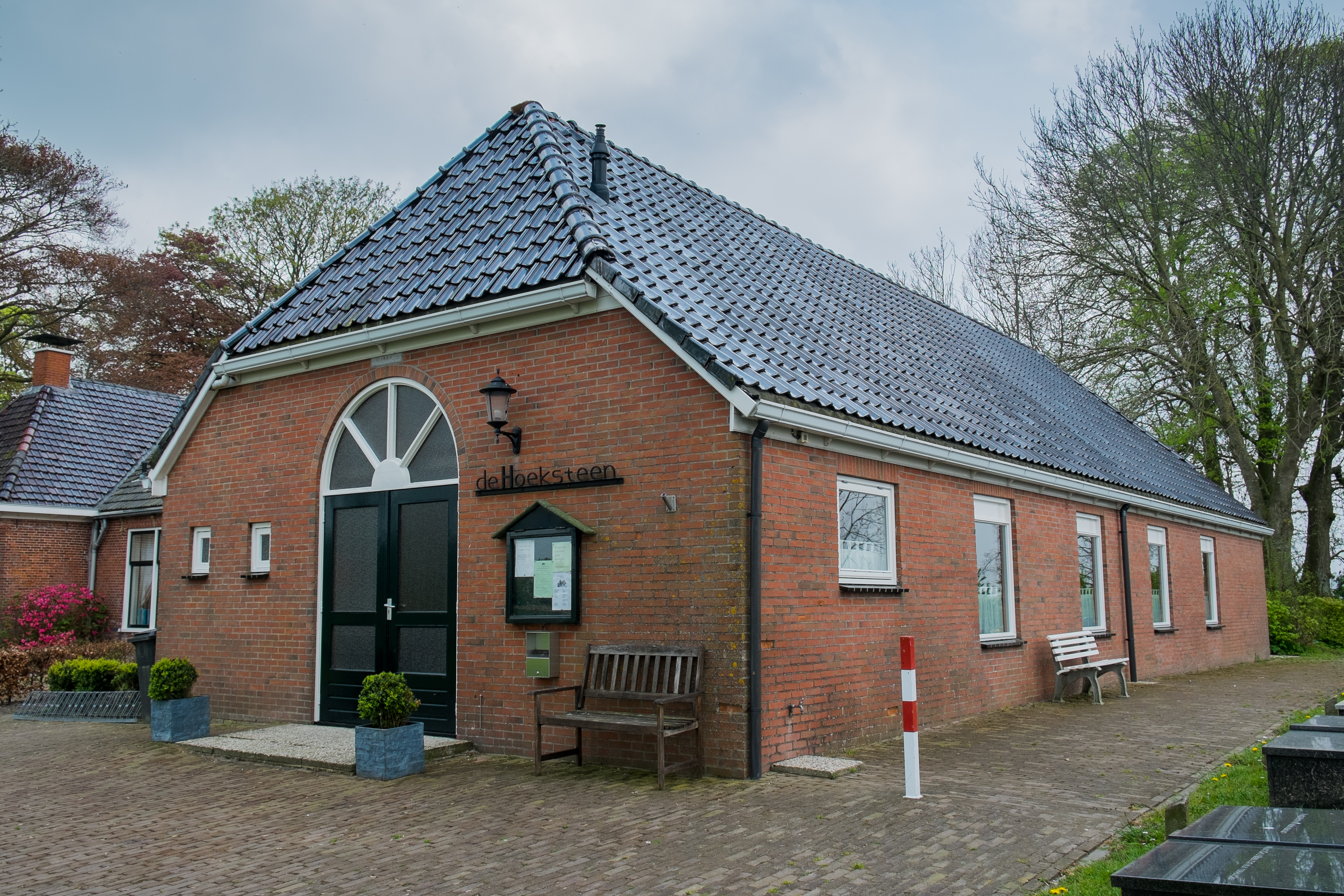
De Hoeksteen (1985): het verenigingsgebouw van de hervormde gemeente
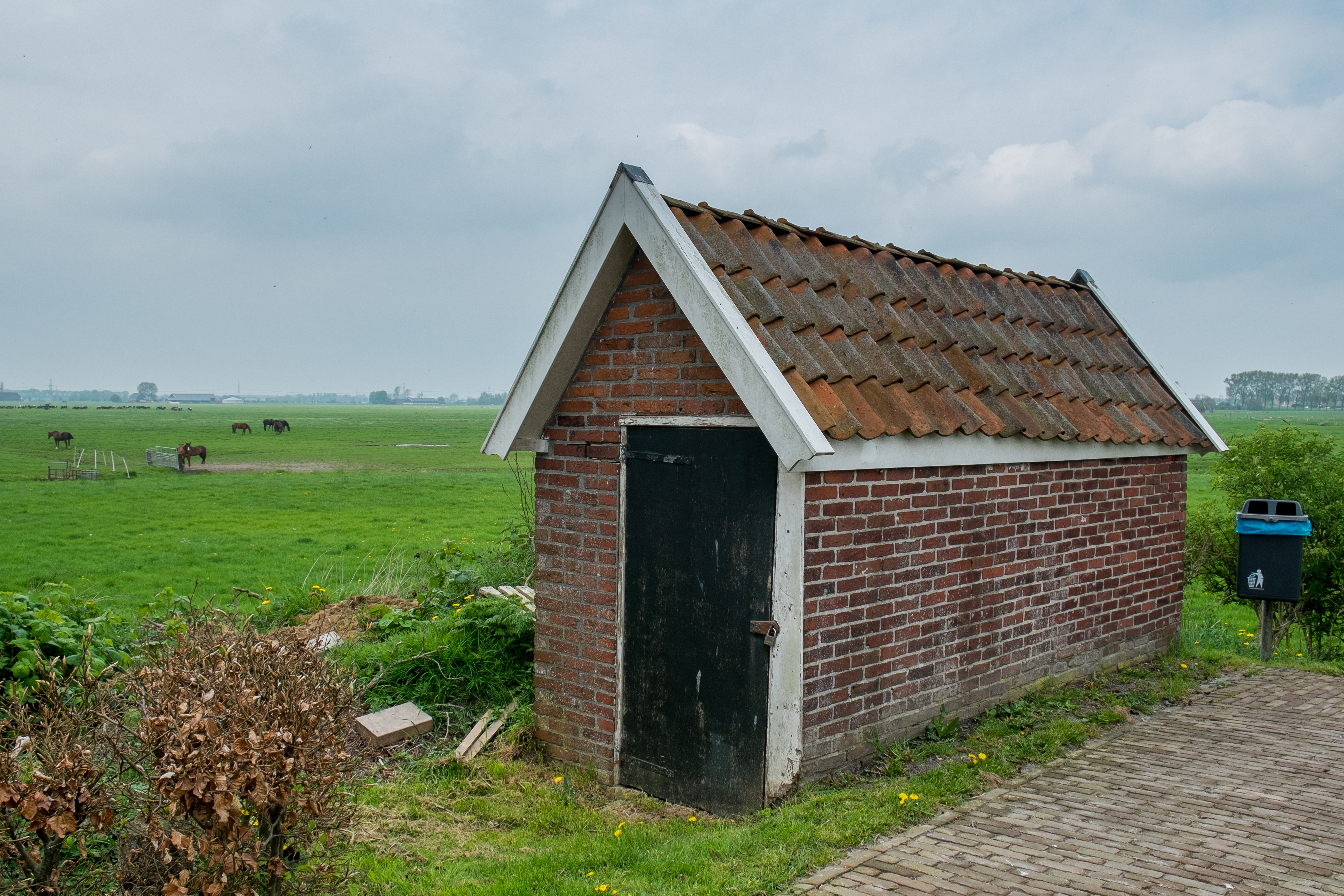
Baarhuisje op het kerkhof
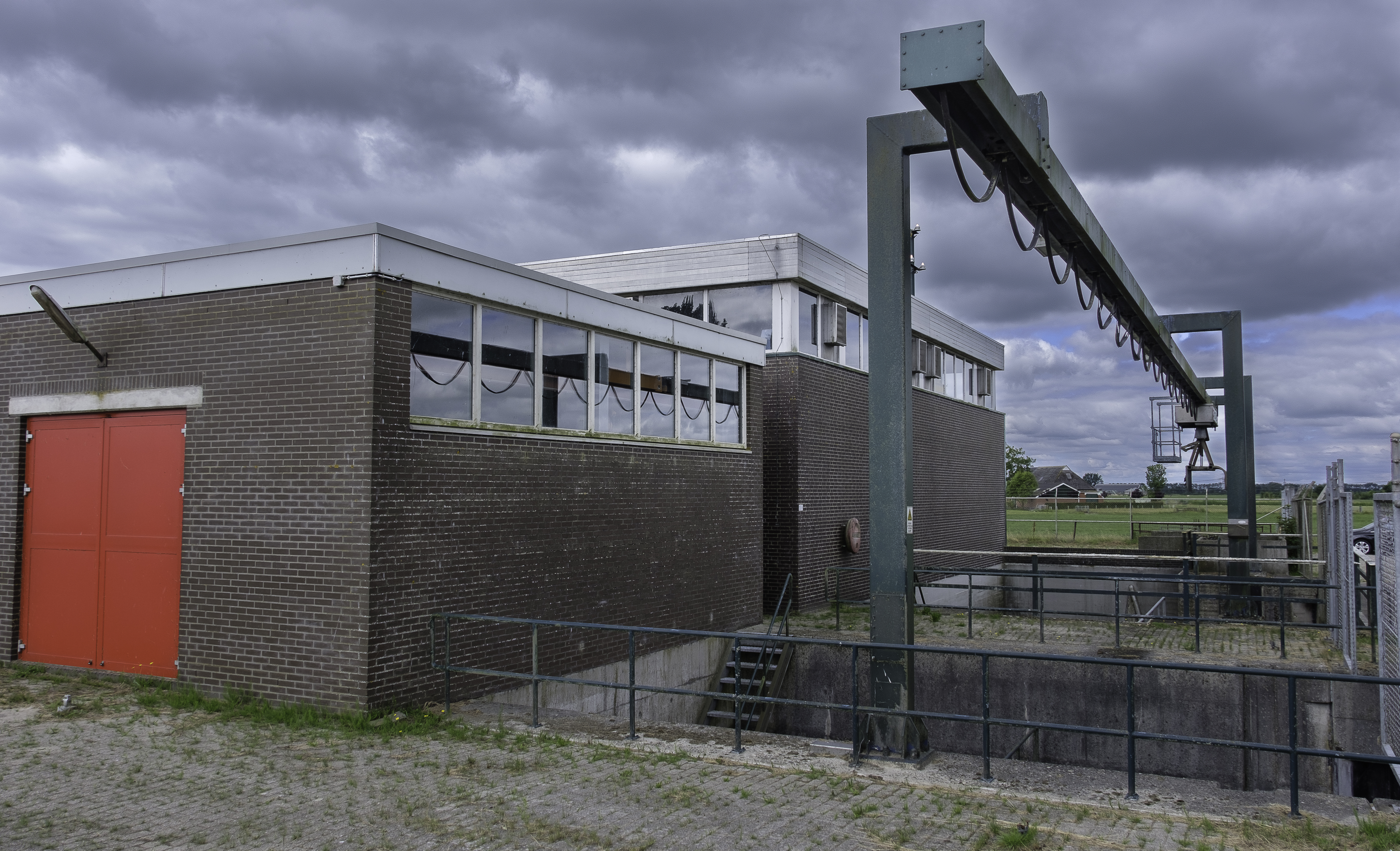
Gemaal Dorkwerd